# Sietas Typ 55
Der Typ 55 ist ein Küstenmotorschiffstyp der Sietas-Werft in Hamburg-Neuenfelde.

## Geschichte
Die Baureihe wurde von der Hamburger Reederei OPDR geordert und von 1967 bis 1970 in vier Einheiten gefertigt. Anfangs wurden die Schiffe auf Diensten der OPDR eingesetzt, die sie Anfang der 1980er Jahre veräußerte. Das Typschiff Cadiz gelangte im Jahr 1980 mit dem Namen Aranui nach Französisch-Polynesien, wo es mit Heimathafen Papeete im Liniendienst zwischen den Gesellschaftsinseln zum Einsatz kam. Die Aranui wurde im Jahr 1984 in ein Kombischiff umgewandelt, indem man die Aufbauten um ein zusätzliches Deck mit Passagierkabinen erweiterte. Nachdem das Schiff längere Zeit in Papeete aufgelegt worden war, versenkte man es am 15. Februar 2013 mit dem Namen Vaeanu vor der Küste Tahitis. Die Huelva und die Algarve übernahm die Reederei Clausen aus Sønderborg, die sie auf der Svendborg Værft zu Viehtransportern umbauen sowie auf 89,30 Meter (81,40 Meter Lpp) verlängern und mittschiffs verbreitern ließ. Beide Schiffe wurden Anfang der 2000er Jahre verschrottet. Die Sevilla ging 1980 an eine indonesische Reederei, wo sie den Namen Niaga XXIX bekam. Das Schiff wurde am 1. Dezember 2015 mit dem Namen Mamiri aus dem Register gelöscht.

## Technik
Der Typ 55 hatte eine Gesamtlänge von 79,65 Meter (72,30 Meter Lpp, 75,60 Meter Vermessungslänge) und eine Breite von 11,80 Meter. Die Schiffe besaßen achtern über dem Maschinenraum angeordnete Deckshäuser und zwei Laderäume mit einem Getreide-Rauminhalt von 2.991 m³. Die zwei Luken der ersten drei Schiffe waren jeweils 10,80 Meter mal 5,00 Meter und 22,80 Meter mal 5,00 Meter groß; die Lukengrößen des letztgebauten Schiffes wichen mit 12,59 Meter mal 5,20 Meter und 20,98 Meter mal 5,20 Meter etwas davon ab. Es wurden Lukendeckel des Systems McGregor verwendet. Das Ladegeschirr bestand aus drei Schwenkkränen der Neuenfelder Maschinenfabrik mit jeweils drei Tonnen Tragfähigkeit.
Die Einheiten waren als Wechselschiffe vermessen und konnten als Freidecker oder Volldecker eingesetzt werden. Die Vermessung als Volldecker erlaubte eine um 850 Tonnen höhere Zuladung.
Angetrieben wurden die vier Schiffe von aufgeladenen Siebenzylinder-Viertakt-Dieselmotoren des Typs MAN G7V 40/60. Die Mamiri (ehemals Sevilla) erhielt Anfang der 2000er Jahre eine Yanmar-Hauptmaschine. Es standen zwei Hilfsdiesel mit einer Leistung von 145 kVA und einer mit einer Leistung von 70 kVA zur Verfügung. Die Schiffe besaßen kein Bugstrahlruder zur Unterstützung der An- und Ablegemanöver.

## Die Schiffe
| Sietas Typ 55 | Sietas Typ 55 | Sietas Typ 55 | Sietas Typ 55          | Sietas Typ 55 | Sietas Typ 55 |
| Bauname       | Bau- nummer   | IMO- Nummer   | Stapellauf Ablieferung | Auftraggeber  | Umbenennungen und Verbleib |
| ------------- | ------------- | ------------- | ---------------------- | ------------- | --- |
| Cadiz         | 601           | 6726175       | 19.08.1967 30.09.1967  | OPDR          | 1980 Aranui → 1991 Tuhaa Pae 3 → 1993 Vaeanu, zuletzt aufgelegt in Papeete, am 15. Februar 2013 dort versenkt                                               |
| Huelva        | 602           | 6727894       | 09.09.1967 28.10.1967  | OPDR          | 1981 zum Viehtransporter Diana Clausen umgebaut, dabei verlängert und verbreitert → 1984 Adele, ab dem 1. August 2003 in Xinhui verschrottet                |
| Algarve       | 616           | 6729816       | 05.10.1967 18.11.1967  | OPDR          | 1980 zum Viehtransporter Dona Clausen umgebaut → 1983 Alondra, im April 1984 verlängert und verbreitert, ab dem 22. September 2000 in Batangas verschrottet |
| Sevilla       | 651           | 7026546       | 14.07.1970 17.10.1970  | OPDR          | 1980 Niaga XXIX → 1990 Mamiri, 2015 aus dem Register gelöscht                                                                                               |